# Антон Павлов
Антон Гаврилович Павлов е съветски офицер, пехотинец, участник във Втората световна война, командир на взвод от 1372-ми стрелкови полк на 417-а стрелкова дивизия, част от 51-ма армия на 4-ти Украински фронт, младши лейтенант. Герой на Съветския съюз.

## Биография
Роден е на 21 юли 1915 година в село Фалиси, Духовщински район, Смоленска област в селско семейство. Завършва начално училище в село Башковичи. Работи в местния колхоз. В периода 1938 – 1940 година отбива редовна военна служба в Червената армия. След уволнение от армията живее в град Смоленск, работи като редови милиционер.
С началото на инвазията на Германия в СССР се записва като доброволец в армията. От януари 1942 година се сражава на Централния фронт, по-късно участва в защитата на Ростов на Дон и Таганрог. В битката за Крим, младши лейтенант Павлов командва стрелкови взвод.
На 9 април 1944 година, в бой за ключова височина „13,5“ в Джанкойски район на Крим, под силен огън на противника, вдига своя взвод в атака. Преодолявайки силната съпротива на немците, заемат стратегическата височина. В битка из изградените от Вермахта окопи, Антон Павлов загива.
На 16 май 1944 година е награден със званието Герой на Съветския съюз (посмъртно). Награден е с орден „Ленин“.
Погребан е на склона на височина „13,5“, Автономна република Крим (днешна Украйна).